# Geoffroy de Montalembert (1850-1926)
Pour les autres membres de la famille, voir Famille de Montalembert.
Geoffroy de Montalembert, né le 16 décembre 1850 à Versailles (Seine-et-Oise) et décédé le 16 octobre 1926 au Château de Brigode à Annappes  (Nord), est un homme politique français.

## Famille

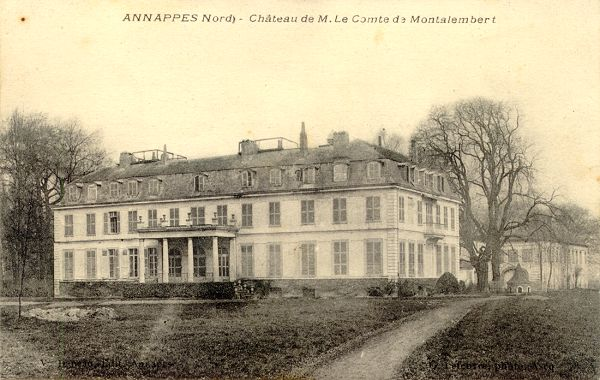
Château de Brigode à Annappes.

Geoffroy de Montalembert est le fils du comte Arthur de Montalembert, page du Roi Charles X, colonel de chasseurs (1812-1859), et de Valentine de Rochechouart (1825-1907).
Il est le petit-fils de Marc-René de Montalembert (1777-1831), nommé pair de France héréditaire en mars 1819 par Louis XVIII ; celui de Louis Victor Léon de Rochechouart, général, gouverneur militaire de Paris.
Son oncle, Charles de Montalembert (1810-1870), est pair de France puis député et membre de l'Académie française.
Sa sœur, Alix de Montalembert, est la mère de Pierre de Lupel.
Geoffroy de Montalembert épouse à Paris les 3 et 5 avril 1877 Marie-Thérèse de Maurès de Malartic de Brigode (1857-1913), fille d'Odon Charles de Maurès de Malartic et de Marie Augustine de Clercy. Elle avait été adoptée en 1868 par son oncle, Humbert de Clercy, et par l'épouse de celui-ci, née Noémie de Brigode.
Les Brigode possédaient une importante fortune foncière près de Lille, autour du village d’Annappes où se trouvait leur château de Brigode.
De ce mariage, est issu un seul enfant, Geoffroy de Montalembert, député et sénateur (1898-1993).

## Carrière politique
Engagé volontaire dans l'armée de la Loire en 1870, il combat notamment à la bataille de Patay et à la bataille de Loigny. Capitaine d'infanterie, il démissionne de l'armée en 1886 pour se consacrer à la gestion des biens considérables de son épouse.
Élu maire d’Annappes en 1881, puis conseiller général du canton de Lannoy en 1889, il devient en 1889 député du Nord comme représentant monarchiste de la 7e circonscription de Lille. En 1891, il est élu secrétaire de la Chambre.
Rallié à la République après l'appel du pape Léon XIII, il est réélu comme député conservateur du Nord en 1893 mais dans la 6e circonscription de Lille, puis en 1898 et 1902 où il participe à la création de l'Action libérale aux côtés de Jacques Piou.
En 1906, il refuse de se représenter comme député, déçu par l'attitude des membres de son groupe lors du vote de la loi réduisant le service militaire à deux ans et découragé par l’action politique nationale.
Il restera cependant maire d'Annappes jusqu'en avril 1925, où il passe la main à son fils Geoffroy de Montalembert.

## Citation
En 1893, il aurait déclaré : « Je repousse toute idée de révolution, et je suis l'adversaire très déterminé de la politique antinationale vers laquelle on essaie de vous entraîner sous prétexte de socialisme ».

## Sources
- « Geoffroy de Montalembert (1850-1926) », dans le Dictionnaire des parlementaires français (1889-1940), sous la direction de Jean Jolly, PUF, 1960 [détail de l’édition]